# Ulica Podbrzezie w Krakowie
Ulica Podbrzezie – ulica w Krakowie, w dzielnicy I Stare Miasto, na Kazimierzu. Wytyczona około 1869 r. w miejscu polnej drogi biegnącej wzdłuż koryta Starej Wisły. Pierwotnie nazywana Pobrzeże. Obecna nazwa obowiązuje od końca XIX wieku. Pochodzi ona od dawnego przedmieścia Pobrzezie.
Przed II wojną światową przy ulicy mieściło się Żydowskie Towarzystwo Szkoły Ludowej i Średniej.

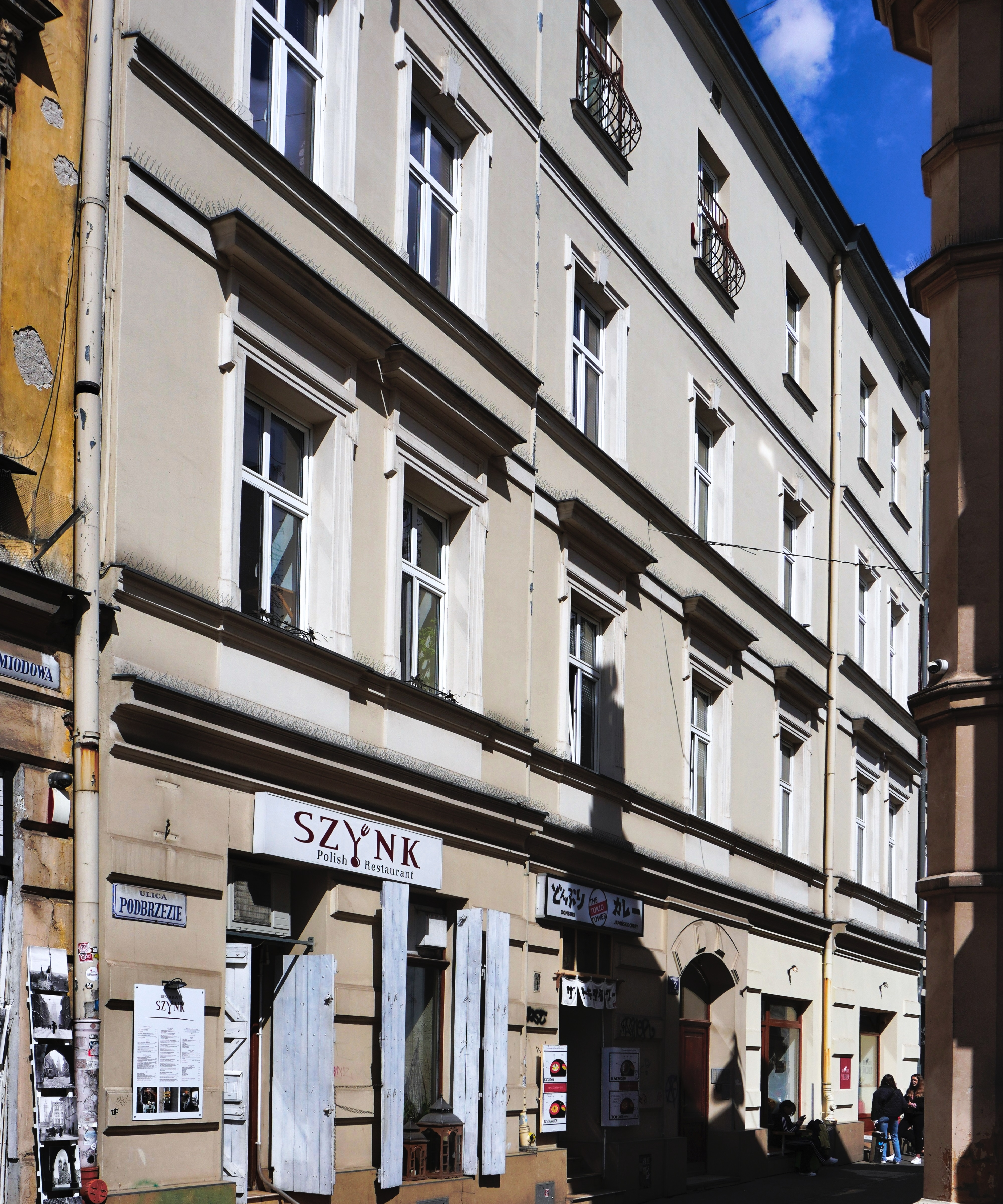
ul. Podbrzezie 2 Kamienica (proj. Leopold Tlachna, 1890–1891)
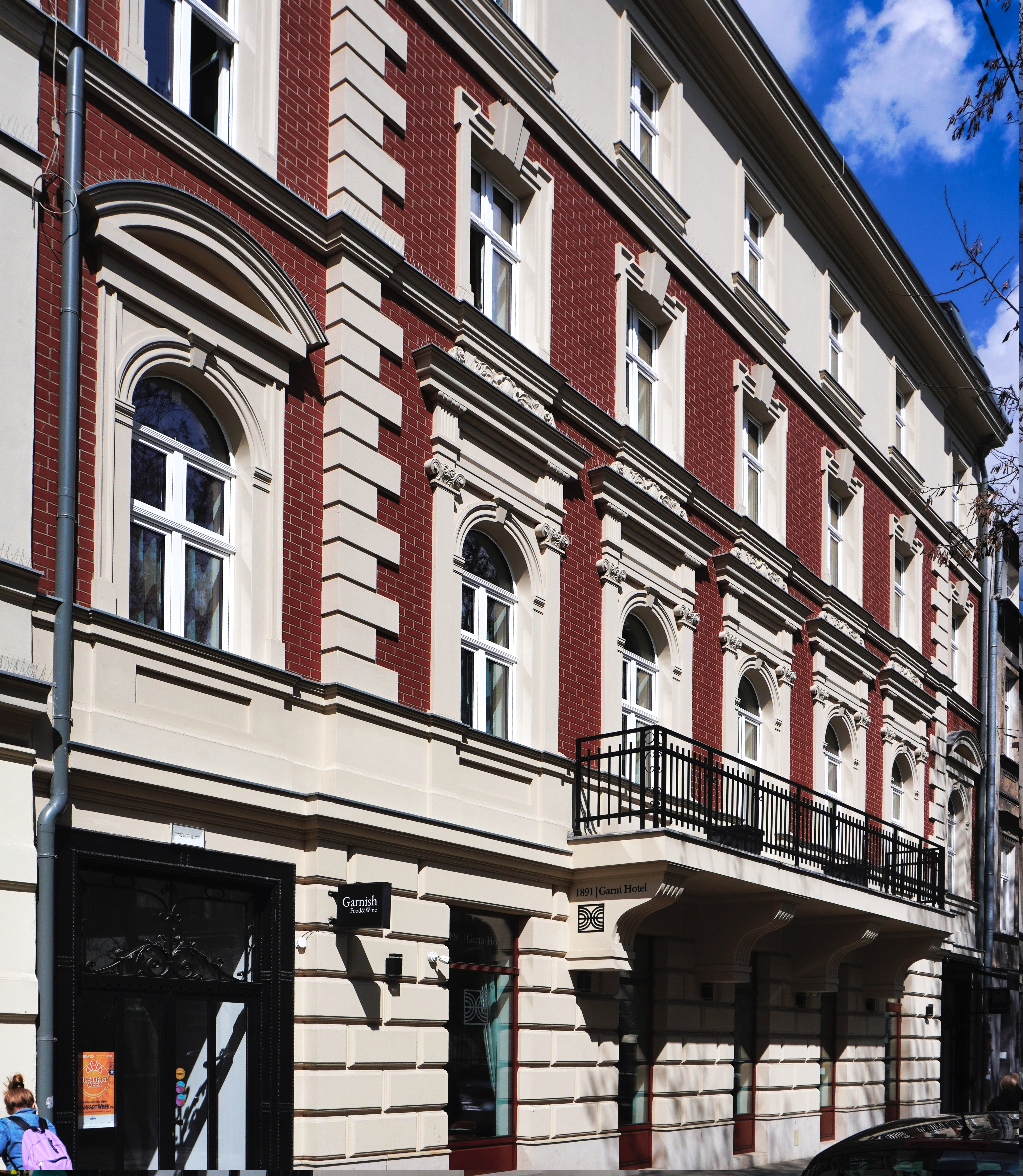
ul. Podbrzezie 4 Kamienica (proj. Karol Knaus, 1891, odbudowana w latach 2019–2020)